# یرمو (کالیفرنیا)
یرمو (به انگلیسی: Yermo) یک منطقهٔ مسکونی در ایالات متحده آمریکا است که در شهرستان سن برناردینو، کالیفرنیا واقع شده‌است. یرمو ۵۸۸ متر بالاتر از سطح دریا واقع شده‌است.